# کوچ هولدینگ
کوچ هولدینگ (به ترکی استانبولی: Koç Holding) بزرگترین شرکت خوشه‌ای ترکیه است، که شرکت‌های تابعه، زیرمجموعه و فرعی آن در حوزه‌های انرژی، صنعت خودروسازی، علوم مالی، خرده‌فروشی، ساخت‌وساز، گردشگری، صنایع دفاعی، خدمات کشتیرانی، فناوری اطلاعات، سرمایه‌گذاری و مواد غذایی فعالیت می‌کنند.
شرکت کوچ هلدینگ در سال ۱۹۲۶ توسط وهبی کوچ تأسیس شد و در حال حاضر وظیفه مدیریت بر شمار ۱۱۳ شرکت مختلف، بیش از ۹۰ هزار کارمند و ۱۴ هزار دفتر، مرکز فروش و ساختمان اداری را در سراسر جهان برعهده دارد. از شرکت‌های زیرمجموعه کوچ هلدینگ می‌توان به: توفاش، گروندیگ، اوتوکار، کارسان، فورد اتوسان، تاپراش، آرچلیک و آیگاز اشاره کرد.
دفتر مرکزی این شرکت در شهر استانبول، ترکیه قرار دارد و بخشی از سهام آن در بازار بورس استانبول معامله می‌شود. در سال ۲۰۱۱ کوچ هلدینگ در فهرست فورچون جهانی ۵۰۰ در رتبه ۲۴۸ از بزرگترین شرکت‌های جهان قرار داشت. اکثریت سهام این شرکت متعلق به خانواده کوچ می‌باشد، که به‌عنوان ثروتمندترین خانواده ترکیه شناخته می‌شود.